# Stigmata (альбом Arch Enemy)
Stigmata — второй студийный альбом шведской мелодик-дэт-метал-группы Arch Enemy был выпущен в апреле 1998 года. Он стал первым альбомом группы, выпущенным по всему миру: в Европе и Северной Америке лейблом Century Media Records, и лейблом Toy's Factory в Японии. В 2009 году альбом был переиздан с новой обложкой и добавлением бонус-треков.
В создании альбома принял участие сессионный ударник Петер Вильдур, игравший в 1997 году также в проекте Кристофера Эмотта Armageddon.

## Список композиций
| №                   | Название                                                       | Текст песни           | Музыка                    | Длительность |
| ------------------- | -------------------------------------------------------------- | --------------------- | ------------------------- | ------------ |
| 1.                  | «Beast of Man»                                                 | Майкл Эмотт           | Кристофер Эмотт, М. Эмотт | 3:36         |
| 2.                  | «Stigmata»                                                     | (инструментал)        | М. Эмотт                  | 2:12         |
| 3.                  | «Sinister Mephisto»                                            | М. Эмотт              | М. Эмотт                  | 5:46         |
| 4.                  | «Dark of the Sun»                                              | М. Эмотт              | К. Эмотт, М. Эмотт        | 7:00         |
| 5.                  | «Let the Killing Begin»                                        | Йохан Лиива, М. Эмотт | К. Эмотт, М. Эмотт        | 5:19         |
| 6.                  | «Black Earth»                                                  | Лиива, М. Эмотт       | М. Эмотт                  | 6:39         |
| 7.                  | «Tears of the Dead»                                            | М. Эмотт              | М. Эмотт                  | 5:56         |
| 8.                  | «Vox Stellarum»                                                | (инструментал)        | Фредрик Нордстрём         | 2:08         |
| 9.                  | «Bridge of Destiny»                                            | М. Эмотт              | К. Эмотт, М. Эмотт        | 7:44         |
| 10.                 | «Hydra» (Бонус-трек в корейском и японском изданиях)           | (инструментал)        | К. Эмотт, Нордстрём       | 0:57         |
| 11.                 | «Diva Satanica» (Бонус-трек в корейском и японском изданиях)   | М. Эмотт              | К. Эмотт, М. Эмотт        | 3:43         |
| 12.                 | «Damnation’s Way» (Бонус-трек в корейском и японском изданиях) | Лиива, М. Эмотт       | Лиива, М. Эмотт           | 3:47         |
| Общая длительность: | Общая длительность:                                            | Общая длительность:   | Общая длительность:       | 46:22        |

## Участники записи
- Йохан Лиива — вокал
- Майкл Эмотт — соло-гитара
- Кристофер Эмотт — ритм-гитара
- Мартин Бенгтссон — бас-гитара
- Петер Вильдур — ударные

Дополнительные музыканты:
- Даниэль Эрландссон — ударные в «Beast of Man»
- Фредрик Нордстрём — рояль и другие клавишные